# La Providence et la Guitare
La Providence et la Guitare (Leon Berthelini's Guitar) est une nouvelle écrite par Robert Louis Stevenson, publiée en 1878.

## Historique
La Providence et la Guitare est une nouvelle écrite par Robert Louis Stevenson, publiée en novembre 1878 dans la revue London sous le titre Leon Berthelini's Guitar puis dans le deuxième volume des Nouvelles mille et une nuits en juillet 1882 sous le titre Providence and the Guitar.

« La nouvelle s'inspirait d'une histoire racontée par un acteur ambulant français et sa femme bulgare qui passèrent quelque temps dans l'été 77 à Grez... »

## Résumé
Léon Berthelini, ancien artiste des théâtres de Montrouge, Belleville et Montmartre, arrive avec madame, deux malles et une guitare à Castel-le-Gâchis pour y « chanter entre six et douze chansons drôles, gratter la guitare, entretenir la bonne humeur d'un public de province, et, présider aux mystères d'une tombola ».

Mais, l'hôtelier est discourtois, le commissaire brutal, le public sordide...

## Éditions en anglais
- Leon Berthelini's Guitar, dans le London de novembre 1878.
- Providence and the Guitar, dans New Arabian Nights chez Chatto & Windus, 1882
- Providence and the Guitar, dans New Arabian Nights chez Scribner, 1895

## Traductions en français
- La Providence et la guitare, traduit par Thérèse Bentzon en 1890.
- Léon Berthelini et sa guitare, traduit par Charles Ballarin chez Gallimard, coll. « Bibliothèque de la Pléiade », 2001.
- La Providence et la guitare, traduit par Frantz Jouret, (c) Arcadia Editions, 2002, édition bilingue "tête-bêche" français - anglais.